# Добротівська сільська рада (Надвірнянський район)
Добротівська сільська рада — орган місцевого самоврядування у Надвірнянському районі Івано-Франківської області з адміністративним центром у с. Добротів.

## Загальні відомості
Утворена в 1989 році.
Водоймища на території, підпорядкованій даній раді: річка Прут.

## Населені пункти
Сільській раді підпорядковані населені пункти:
- с. Добротів — населення 1 968 ос.; площа 23,100 км²

## Склад ради
Рада складається з 18 депутатів та голови.

### Керівний склад ради
| ПІБ                        | Основні відомості                                                 | Дата обрання | Дата звільнення |
| -------------------------- | ----------------------------------------------------------------- | ------------ | --------------- |
| Мельник Михайло Михайлович | Сільський голова, 1944 року народження, освіта вища, безпартійний | 26.03.2006   | 31.10.2010      |
| Мельник Михайло Михайлович | Сільський голова, 1944 року народження, освіта вища, безпартійний | 31.10.2010   |                 |

Примітка: таблиця складена за даними джерела